# Tipula polycantha
Tipula polycantha är en tvåvingeart som beskrevs av Alexander 1942. Tipula polycantha ingår i släktet Tipula och familjen storharkrankar. Inga underarter finns listade i Catalogue of Life.